# Bertrange (Luxemburgo)
Bertrange (en idioma luxemburgués: Bartreng, en idioma alemán: Bartringen) es una comuna y un pueblo de Luxemburgo. Está situado a una distancia de 6,5 kilómetros al suroeste de la ciudad de Luxemburgo y forma parte del cantón de Luxemburgo.
La zona estuvo habitada por los Tréveros hasta su conquista por Julio César en el año 54 a. C. Durante los 450 años de cultura galo-romana se realizaron numerosos caminos en la zona, entre ellos el Kiem que unía Tréveris con Reims.
Probablemente existió un castillo feudal en Bertrange ya que sus señores se mencionan en los documentos constitutivos de la libertad de Echternach en 1226 y de Luxemburgo en 1243.
El castillo de Schauwenburg es un edificio del siglo XVI que quizá está construido sobre el antiguo castillo feudal cuya fachada principal se terminó en 1710. Tras pertenecer a diferentes propietarios, desde 2008 alberga oficinas municipales. 